# Qin Hui (historien)
Qin Hui (en chinois simplifié : 秦晖 ; chinois traditionnel : 秦暉 ; pinyin : Qín Huī), né en 1953, est un historien et intellectuel libéral chinois originaire du xian autonome de diverses nationalités de Longsheng (Guangxi). Précédemment professeur d'histoire à l'Institut des sciences humaines et sociales de l'université Tsinghua à Pékin, il est actuellement professeur adjoint au département du gouvernement et de l'administration publique de l'université chinoise de Hong Kong.

## Carrière
Le domaine principal de Qin est l'histoire économique, mais depuis 1992, il s'est imposé comme un intellectuel universitaire de premier plan, prenant position sur une série de questions, souvent en conflit avec les doctrines officielles du gouvernement chinois. Son sujet d'intérêt principal est l'histoire agraire de la Chine. 
Qin est un écrivain influent dans la Sinosphère et sur l'Internet de langue chinoise, où l'on trouve fréquemment des collections de ses œuvres. 
Sa doctrine des "Problèmes et -ismes" (chinois simplifié : 问题与主义 ; pinyin : Wèntí yǔ zhǔyì; litt. "Enjeux et doctrine") en est un exemple important.

### Interdiction deS'éloigner du régime impérial
En décembre 2015, le nouveau livre de Qin Hui, Moving Away from the Imperial Regime((zh)), un recueil d'articles examinant comment le "rêve" de démocratie constitutionnelle s'est effondré en Chine au début du XXe siècle après que le pays s'est libéré de l'ordre impérial Qing, a été interdit par le gouvernement chinois. Le livre était un best-seller avant son interdiction. "C'est comme s'ils voulaient tuer quelqu'un et ne le laissaient même pas se plaindre", a commenté Qin ; "Je ne peux pas parler de cette affaire." Un employé anonyme de l'éditeur du livre a déclaré que le livre avait des « problèmes de qualité. » L'interdiction a été émise quelques jours avant que la Chine ne célèbre sa deuxième Journée de la Constitution annuelle.

## Point de vue
En termes d'idéologie politique, Qin Hui défend une idéologie sociale-libérale et se définit lui-même comme "libéral de gauche". Il est favorable aux privatisations dans des conditions strictes d'ouverture démocratique. Cependant, il s'oppose au fondamentalisme du marché (en) ou ultralibéralisme dans ses formes chinoises, et cherche à introduire des institutions de démocratie sociale, y compris certains aspects de l'État providence. Il défend fermement la liberté comme valeur politique et s'allie souvent avec d'autres intellectuels chinois qualifiés de "libéraux". Il s'est engagé dans des polémiques avec la Nouvelle Gauche chinoise (en), en particulier ses formes les plus populistes et nationalistes. Il a par exemple signé des pétitions protestant contre les réponses chauvines aux attaques du 11 septembre à New York.
En tant qu'intellectuel, Qin s'est efforcé de lancer des débats sur la justice sociale. Ayant lui-même été envoyé travailler comme paysan dans une région montagneuse pauvre du Sud-Ouest de la Chine pendant la Révolution culturelle, Qin a affirmé que la paysannerie chinoise souffre encore aujourd'hui d'un grave manque de justice sociale. En même temps, il a affirmé dans ses recherches historiques que la paysannerie a une forte tendance à améliorer son statut de citoyen chaque fois que cela est possible (alors que la classe ouvrière urbaine a souvent eu tendance à demander la restitution du statut de client dépendant dont elle jouissait sous l'économie planifiée maoïste).
Qin s'est appuyé sur les travaux d'Alexandre Chayanov, d'Eric Wolf et d'autres auteurs sur la société agraire pour s'attaquer à l'essentialisme culturel dans les études sur la paysannerie chinoise, qui prend souvent la forme d'une représentation de la paysannerie comme étant imprégnée en permanence de confucianisme et de l'éthique collectiviste de la filiation patrilinéaire féodale. Qin s'est attaché à montrer que l'histoire, plutôt que la culture, fournit un cadre explicatif solide aux phénomènes empiriques.
Contrairement à la vision maoïste qui met l'accent sur les guerres paysannes en tant qu'expression de la lutte des classes, Qin conclut dans ses recherches sur l'histoire agraire, que la ligne de fracture la plus importante dans les campagnes n'était pas entre le paysan et le propriétaire, mais entre le paysan et le fonctionnaire. Cela a des conséquences évidentes pour l'interprétation de la Chine rurale contemporaine.

## Vie personnelle
Qin Hui est marié et a une fille. Sa femme, Jin Yan (金雁) est une éminente spécialiste des affaires d'Europe de l'Est et de la Russie, qui collabore souvent avec Qin sous le nom de plume Su Wen (苏文).